# 4560 Klyuchevskij
4560 Klyuchevskij este un asteroid din centura principală, descoperit pe 16 decembrie 1976 de Liudmila Cernîh.